# Sully Díaz
Sully Díaz (El Bronx, Nueva York, Nueva York, EE. UU., 12 de julio de 1960) es una actriz, cantante, profesora y cocinera estadounidense de ascendencia puertorriqueña.

## Biografía
Sully Emelia Díaz Durán nació en Nueva York, hija de padres sefardíes de Puerto Rico. Comenzó su carrera como modelo, y la edad de 17 años comenzó a actuar en telenovelas españolas, haciéndose de una figura conocida en la televisión de Puerto Rico. El nombre de la familia Díaz significa "hijo / hija de Jacob."

## Carrera
En 1983 se hizo popular en toda América Latina con el papel de Coralito, en la telenovela del mismo nombre. A partir de ese momento, a Sully se la conoció como "la reina de las telenovelas Puertorriqueñas".
A principios de los 90, Sully se mudó a Hollywood. Allí apareció en varios programas de televisión como estrella invitada y trabajó en algunas películas.
A mediados de los años 90, Sully se unió a otras cuatro mujeres latinas(Dyana Ortelli, Marilyn, Ludo Vika y Lydia Nicole) en un grupo de comedia llamada "The Hot & Spicey Mamitas". Agotaron las localidades en varios clubes de comedia de Los Ángeles. Grabaron un directo en CD llamado simplemente The Hot & Spicey Mamitas.
En 2002, Sully apareció en la obra de teatro La Lupe: My Life, My Destiny, en la que interpretó a la cantante cubana La Lupe. Poco después de la ejecución de esta obra, Sully hizo su propia producción de La Reina, La Lupe. Esta obra recorrió todo Puerto Rico y fue un gran éxito en Florida. Aunque elogiada por su interpretación de La Lupe, su elección de interpretar a una mujer de ascendencia afro-latina fue criticada por algunos. También ese mismo año protagonizó la película de suspenso puertorriqueña llamada Cuéntame tu pena en la que interpreta a Isadora una conductora radial que recibe una llamada de una mujer que es asesinada mientras está al aire.
En 2004, Sully giró con Gilberto Santa Rosa en una obra llamada La Verdadera Historia de Pedro Navaja.
En 2009, Sully apareció en la película Princess Protection Program como Reina Sofía, junto a Selena Gomez y Demi Lovato.

## Filmografía

### Cine
| Cine | Cine                        | Cine                   | Cine                   |
| Año  | Película                    | Papel                  | Notas                  |
| ---- | --------------------------- | ---------------------- | ---------------------- |
| 2009 | Princess Protection Program | Queen Sophia Fioré     | Película de televisión |
| 2008 | La mala                     | Teresa                 |                        |
| 2006 | Yellow                      | Carmen Campos          |                        |
| 2005 | El cuerpo del delito        | desconocido            | Película de televisión |
| 2005 | Cuando el universo conspira | Eva                    | Película de televisión |
| 2004 | Siempre te amare            | Antagonista            | Película de televisión |
| 2002 | Cuéntame tu pena            | Isadora                | Película de televisión |
| 2001 | Sunstorm                    | Ruthie                 |                        |
| 1997 | Clockwatchers               | Camarera               |                        |
| 1996 | Bloodhounds                 | Teresa                 | Película de televisión |
| 1996 | Don't Quit Your Day Job     | Sari Gandhi            | VG                     |
| 1995 | Zooman                      | Monita                 | Película de televisión |
| 1994 | Shattered Image             | Gloria                 | Película de televisión |
| 1990 | The Old Man and the Sea     | María                  | Película de televisión |
| 1990 | Gryphon                     | Película de televisión |                        |
| 1989 | Solo ante la ley            | Maraquilla Esparza     |                        |
| 1985 | La Gran Fiesta              | desconocido            |                        |

### Televisión
| Televisión | Televisión                | Televisión    | Televisión                                             |
| Año        | Título                    | Papel         | Producción                                             |
| ---------- | ------------------------- | ------------- | ------------------------------------------------------ |
| 2015       | Tómame o Déjame           | Helena        |                                                        |
| 2008       | Al borde del deseo        | Cecilia       | 29 de octubre de 2008 – 2 de mayo de 2009              |
| 2004       | Amores                    | Me llamo Eva  | como Sully Díaz                                        |
| 2004       | ¡Despierta América!       | Ella misma    | Univision                                              |
| 2004       | El show de Cristina       | Ella misma    | Univision                                              |
| 2004       | Cuando despierta el amor  | desconocido   |                                                        |
| 1995       | Ellen                     | María         | 1 episodio                                             |
| 1991       | Ley y Orden               | Alicia Rivers | 1 episodio                                             |
| 1991       | El árbol azul             | Desconocido   | Canal Trece Argentina                                  |
| 1986       | Claudia Moran(Telenovela) | Claudia Moran | (Protagónico) WAPA-TV-Puerto Rico - Canal 11-Argentina |
| 1986       | Enamorada (Telenovela)    | Laura Acevedo | (Protagónico) Venevisión-Venezuela                     |
| 1983       | Coralito                  | Coralito      | (Protagónico) Telemundo Puerto Rico-                   |
| 1980       | El ídolo(Telenovela)      | Evelyn Romany | (Coprotagónico) Telemundo Puerto Rico                  |